# Rita Ora

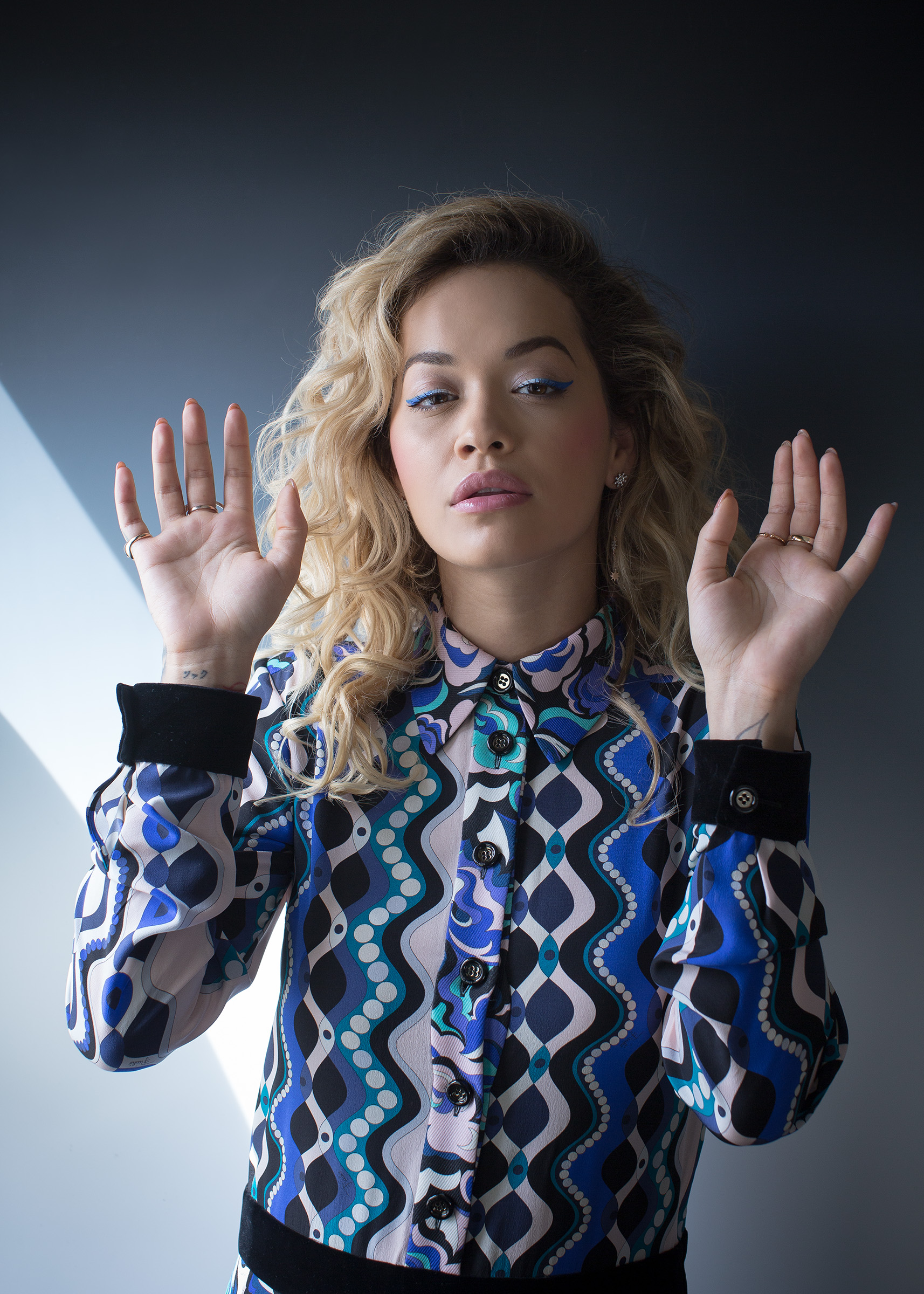
Rita Ora fotografiert von Oliver Mark, Berlin 2018

Rita Sahatçiu Ora (* 26. November 1990 in Pristina, SFR Jugoslawien, heute Kosovo) ist eine britische Sängerin und Schauspielerin. Zu ihren bekanntesten Songs zählen How We Do (Party), Your Song, Let You Love Me sowie Black Widow mit Iggy Azalea.

## Karriere
Rita Ora kam 1990 als mittleres von drei Kindern kosovo-albanischer Eltern im jugoslawischen Priština (heute Pristina, Kosovo) zur Welt. Ihre Familie wanderte wenige Monate später in das Vereinigte Königreich aus und ließ sich in London nieder. Sie hat eine Schwester und einen Bruder. In ihrer Jugend besuchte sie unter anderem die Sylvia Young Theatre School, eine Schule der darstellenden Künste, zu der ihr Chorleiter sie empfohlen hatte. Ihre Mutter ist Psychiaterin, ihrem Vater gehören mehrere Pubs in London.

### 2004 bis 2009: Erste Erfahrungen mit Musik und Plattenvertrag

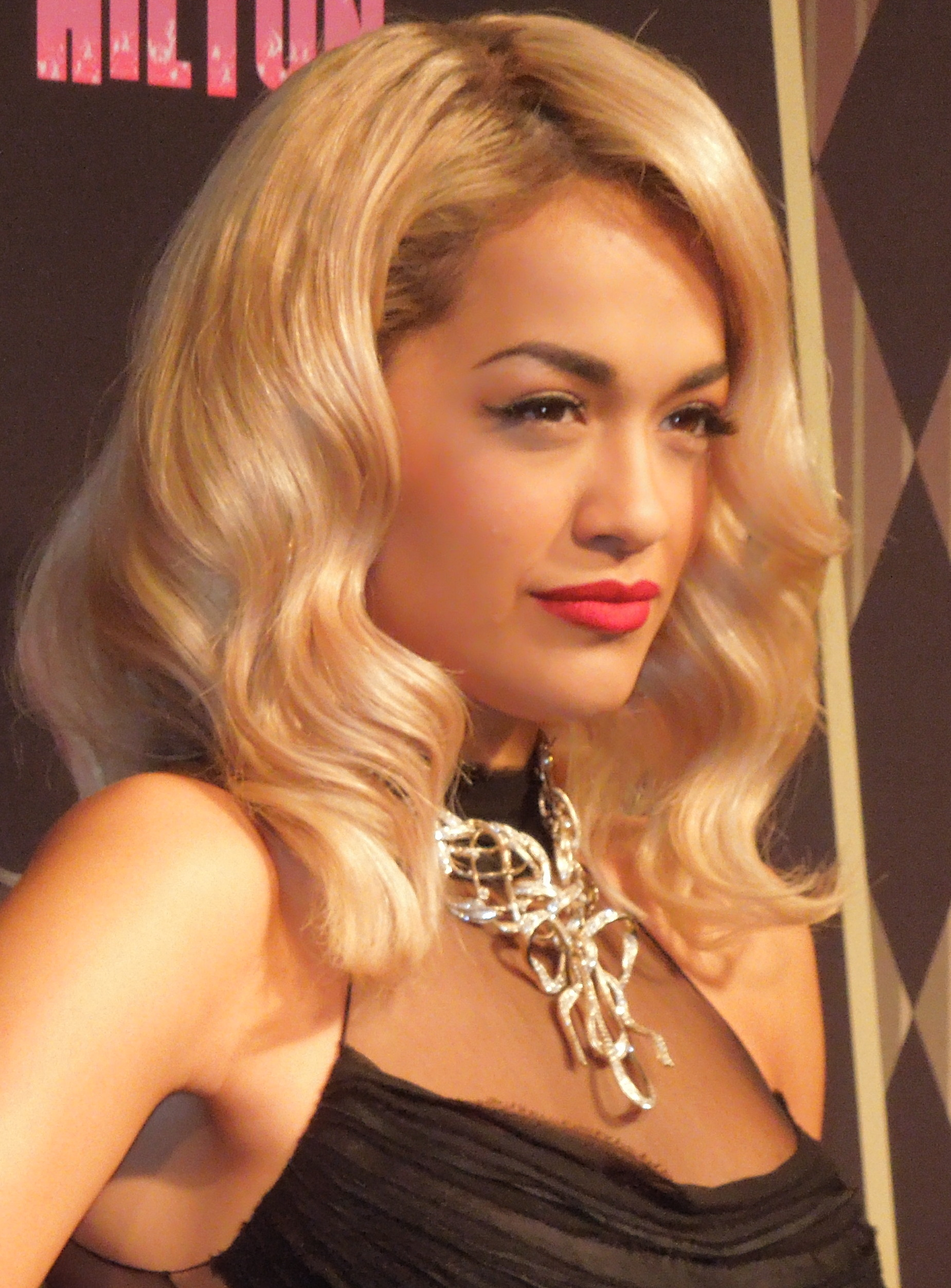
Rita Ora (2012)

Ora wurde im Alter von 14 Jahren von dem schwedischen Musikproduzenten und Songwriter Martin Terefe entdeckt, der unter anderem bereits mit Jason Mraz, KT Tunstall, James Morrison und Mary J. Blige zusammengearbeitet hat. Terefe hatte sie bei einem Auftritt in einem Park in London angesprochen und sie anschließend in ein Tonstudio eingeladen. Nachdem sie dort vorgesungen hatte, unterschrieb sie wenig später einen auf zwei Jahre befristeten Produktionsvertrag. Erst ab diesem Zeitpunkt begann sie, sich eingehender mit Musik zu beschäftigen und schrieb ihre ersten Songs. Durch Terefe bekam Ora erste Aufmerksamkeit in der Musikbranche.
Gegen Ende des Jahres 2008 wurde sie während eines Konzerts in London von einer Managerin einer Plattenfirma wiedererkannt und eingeladen. Beim Treffen am nächsten Tag, bei dem Ora ihre Musik vorstellte, gewann die Angestellte den Eindruck, dass Ora in das musikalische Konzept von Jay-Z, dem Präsidenten von Roc Nation, passen könnte. 2009 wurde sie von dem Plattenlabel unter Vertrag genommen.
Im selben Jahr hatte Ora einen Gastauftritt im Musikvideo zu dem Lied Young Forever, einer Auskopplung aus dem elften Studioalbum von Jay-Z. Bereits 2008 war sie als Gast bei der ersten Single Where’s Your Love aus Craig Davids Greatest-Hits-Album in Erscheinung getreten. Zwar wurde sie nicht offiziell als Interpretin des Liedes aufgeführt, war jedoch in dem dazugehörigen Musikvideo zu sehen.

### 2010–2013: DebütalbumORA
Nach der Unterzeichnung ihres ersten Plattenvertrags mit Roc Nation begann Rita mit den Aufnahmen zu ihrem Debütalbum. 2010 war sie zudem in Drakes Musikvideo zur Single Over zu sehen. 2011 postete sie Videos von sich auf der Website von Roc Nation, die sie bei Arbeiten im Tonstudio zeigen. Im Februar 2012 wurde das Lied Hot Right Now veröffentlicht, bei dem Ora als Gastmusikerin auftrat. Der Titel des Hauptinterpreten DJ Fresh erreichte nach der Veröffentlichung Platz eins in den britischen Charts und erreichte in Deutschland, Österreich und der Schweiz die Top 40. Ora wurde bei der Arbeit an ihrem Debütalbum unter anderem von Ester Dean, Drake, The-Dream, Stargate und Kanye West unterstützt, wobei Tinie Tempah der einzige Gastmusiker auf ihrem Album war.
Im Februar 2012 war Ora zusammen mit Jay-Z zu Gast bei der Radiostation Z100, wo das Lied How We Do (Party) Premiere feierte, ihre Debüt- und Leadsingle ihres ersten Albums. Im Mai wurde der Titel R.I.P. veröffentlicht, eine Zusammenarbeit mit Tinie Tempah. Beide Singles erreichten Platz eins in den britischen Charts. Im Sommer 2012 ging Ora zusammen mit Coldplay und DJ Fresh auf Tour. Im August 2012 erschien ihr Debütalbum Ora. Als vierte Single veröffentlichte sie den Track Shine Ya Light. Außerdem hat sie den Song Radioactive &  Roc the Life als Promotion veröffentlicht.

### 2014 bis 2018:Phoenix

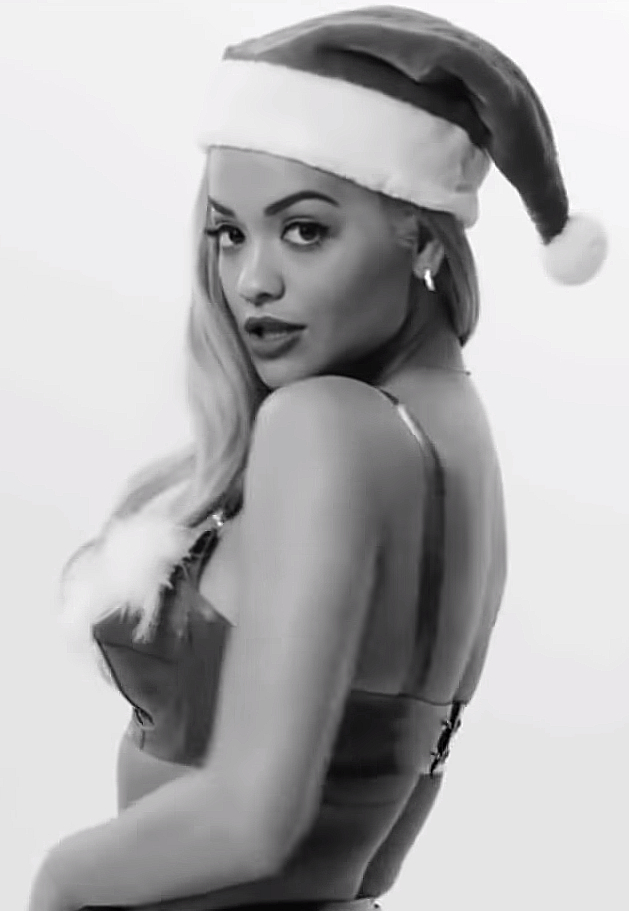
Rita Ora (2015)

Die erste Veröffentlichung nach ihrem Debütalbum war I Will Never Let You Down, das Lied erreichte Platz eins in den britischen Charts. Produziert wurde der Song von Calvin Harris. Ora sang bei den MTV Video Music Awards 2014 zusammen mit der Rapperin Iggy Azalea das Stück Black Widow, das in der Kategorie Bestes Video nominiert war. Der Song erreichte Platz 3 der US-amerikanischen Billboard Hot 100 sowie Platz 4 der britischen Singlecharts und erhielt unter anderem 4-fach-Platin in den USA. Weitere Top-10-Platzierungen gelangen unter anderem in Kanada, Irland, Frankreich und in Finnland.
Ora ist auch beim Song New York Raining von Charles Hamilton zu hören. Im Mai 2015 veröffentlichte sie das Lied Poison. Die nächste Veröffentlichung war Body on Me mit Chris Brown. Eine weitere Version wurde mit Rapper Fetty Wap veröffentlicht. Im Februar 2015 trat Ora mit dem von Diane Warren für sie geschriebenen Song Grateful aus dem Film Beyond the Lights bei der Oscarverleihung auf. Im September 2015 veröffentlichte Prince sein vorletztes Album mit Titel Hitnrun Phase One, auf dem Ora beim Song Ain’t About 2 Stop zu hören ist.
Mit Your Song erschien im Mai 2017 die erste Single aus ihrem zweiten Studioalbum, das den Titel Phoenix trägt. Das Stück entstand in Zusammenarbeit mit Ed Sheeran und wurde ein weltweiter Erfolg. Unter anderem in Großbritannien, Kroatien und Irland rückte das Lied bis in die Top 10 der Singlecharts vor, in zehn weiteren Ländern, darunter in Deutschland und Australien, erreichte es Platin-Status. Im August 2017 veröffentlichte der schwedische DJ und Produzent Avicii die Single Lonely Together im Zuge seiner EP Avīci (01), die insbesondere in Großbritannien und den skandinavischen Ländern an den Erfolg von Your Song anschließen konnte. Im Oktober 2017 folgte der Song Anywhere als zweite Singleauskopplung aus dem Album Phoenix. Produzent des Liedes ist der schwedische Musiker Alesso. Allein im Vereinigten Königreich wurde Anywhere über eine Million Mal verkauft und erreichte in über 15 Ländern Top-10-Platzierungen.
Als offizieller Soundtrack des US-amerikanischen Filmes Fifty Shades of Grey – Befreite Lust wurde im Januar 2018 das Lied For You veröffentlicht, das im Duett mit dem britischen Sänger Liam Payne entstand. Der Track erreichte in zahlreichen europäischen Ländern Top-10-Platzierungen und konnte in Deutschland bis auf Platz eins vorrücken. Gemeinsam traten sie mit dem Stück in der The Tonight Show mit Jimmy Fallon auf. Im Mai 2018 veröffentlichte Ora die vierte Auskopplung aus dem Album in Zusammenarbeit mit Bebe Rexha, Charli XCX & Cardi B entstandene Single Girls. Das Lied thematisiert Bisexualität und wurde insbesondere von der LBGT-Community kritisiert. Bei den MTV Video Music Awards 2018 wurde sie für das Musikvideo des Liedes Lonely Together in der Kategorie „Bestes Dance Video“ ausgezeichnet.
Im September 2018 wurde Let You Love Me als fünfte Vorabsingle aus Phoenix veröffentlicht. Mit dem Lied gelang ihr ein weiterer kommerzieller Erfolg. So erreichte sie in über 10 Ländern die Top 10 der Singlecharts sowie Platin-Status in Australien, Brasilien, den Niederlanden und Polen. Zum dreizehnten Mal rückte sie mit einer Single auf einen der obersten zehn Plätze der britischen Singlecharts. In den USA wurden eine halbe Million Einheiten verkauft. Im November 2018 folgte die Veröffentlichung des Studioalbums. Im März 2019 erschien mit dem Lied Only Want You die letzte Singleauskopplung. Bei der Singleversion handelt es sich um eine neue Fassung des Tracks, bei der sie von dem US-amerikanischen Rapper 6lack unterstützt wurde. Parallel erschien das Lied R.I.P., bei dem sie als Gastmusikerin auftrat. Es entstand in Zusammenarbeit mit der mexikanischen Sängerin Sofía Reyes sowie der brasilianischen Sängerin Anitta, wobei der Text aus englischen, spanischen und portugiesischen Versen zusammensetzt ist.
Im Juli 2019 wurde zu New Look, das ebenfalls Teil von Phoenix ist, ein offizielles Musikvideo veröffentlicht. Im April 2019 wurde das Lied Carry On veröffentlicht, das in Zusammenarbeit mit dem norwegischen DJ und Produzenten Kygo entstand. Es ist der Titelsong des US-amerikanischen Films Pokémon Meisterdetektiv Pikachu und war insbesondere in Norwegen erfolgreich. Im Mai 2019 folgte das Lied Ritual, eine Kollaboration mit dem niederländischen DJ und Produzenten Tiësto sowie dem britischen Musiker Jonas Blue. Im Dezember 2019 fand in Stockholm das The Avicii Tribute Concert statt, das dem im Frühjahr 2018 verstorbenen Musiker gewidmet war. Dort trat sie mit ihrem gemeinsamen Lied Lonely Together auf.

### 2019–2024:You & I
Im März 2020 wurde das Lied How to Be Lonely veröffentlicht. Nur durch Downloads erreichte das Stück Platz 57 der Charts in Großbritannien. Im Februar 2021 veröffentlichte Ora gemeinsam mit den DJs David Guetta und Imanbek ihre erste EP Bang. Zu Mood und Big wurden Musikvideos gedreht, und diese Songs wurden als Download zur Verfügung gestellt. Im Juli 2021 erschien mit Sigala der Song You for Me. Weitere Veröffentlichungen in Zusammenarbeit mit anderen Künstlern sind Finish Line und Barricades. Im September 2022 trat sie mit Calvin Harris und diversen brasilianischen Künstlern beim Festival Rock in Rio auf. Im Januar 2023 veröffentlichte Ora die erste Single aus dem dritten Studioalbum, den Track You Only Love Me. Die zweite Single Praising You mit Fatboy Slim wurde im April 2023 veröffentlicht. Zu dem Song wurden unter der Regie von Taika Waititi zwei Musikvideos gedreht. Ora trat mit dem Titel beim Eurovision Song Contest 2023 auf.
Im Juli 2023 erschien ihr drittes Studioalbum You & I, das zwölf Tracks enthält. Es wurde von Oak Felder produziert und erhielt von Andreas Borcholte fünf von zehn Punkten. Als dritte Single wurde der Track Don't Think Twice veröffentlicht. Das Album stieg in die Top-20 der deutschen Albumcharts ein und erreichte im Vereinigten Königreich Platz sechs. Im Oktober 2023 arbeitete Ora mit dem deutschen DJ Robin Schulz und dem argentinischen Rapper Tiago PZK zusammen. Daraus ging die Single I’ll Be There hervor, die in Deutschland ein Charthit wurde.

### 2024–heute: Viertes Studioalbum
Als Promotion Auskopplung aus Oras viertem Album wurde im Mai 2024 das Lied Ask & You Shall Receive veröffentlicht. Das dazugehörige Video wurde in einer Wäscherei gedreht. Die erste offizielle Leadsingle vom Album heißt HEAT & am 6. Juni 2025 mit Musikvideo veröffentlicht.

### Sonstiges
Im Mai 2014 gab der Sportartikelhersteller Adidas eine Kooperation mit Ora bekannt, bei der sie neben Kleidungsstücken auch ihre eigenen Schuhe entworfen hat. Zudem ist Ora in der Verfilmung von Shades of Grey zu sehen. Der Film kam im Februar 2015 in die Kinos.
Im Vereinigten Königreich löste sie Kylie Minogue in der Casting-Show The Voice als Coach ab. Im August 2015 war sie in den USA auf ihrer Body-on-Me-Tour. Im November 2015 wurde ihr in Berlin ein Bambi verliehen. Im Frühjahr 2020 modelte sie für Deichmann mit ihrem Song New Look. Seit 2021 ist Ora Coach bei The Voice in Australien. Auch in Deutschland wurde in der 13. Staffel von The Voice of Germany für die „Battle-Phase“ ab November 2023 ein zusätzlicher fünfter Coach-Stuhl mit der Künstlerin besetzt.
Die Final-Wettbewerbe der Wimbledon Championships werden live als Public Viewing in New York City im Brooklyn Bridge Park im sogenannten The Hill, als Pendant zum Original Henman Hill in Wimbledon, angeboten. Die Veranstaltung wird 2025 zum vierten Mal nach New York übertragen und beginnt am vorausgehenden Freitag Abend, den 11. Juli 2025, mit einem Livekonzert 2025 mit Rita Ora. 5000 Zuschauer können sich um kostenlose Eintrittskarten bewerben.

## Privates
Seit 2021 ist sie mit dem neuseeländischen Filmschaffenden Taika Waititi liiert. Das Paar heiratete 2022.

## Einflüsse/Inspiration
Ora bezeichnet die US-amerikanische Sängerin Gwen Stefani als Vorbild und nannte im selben Interview die Contemporary-R&B-Sängerin Beyoncé. Auch Vybz Kartel, ein jamaikanischer Dancehall-Künstler sowie die Spice Girls und Britney Spears hätten sie zu ihrer Musik inspiriert. Des Weiteren wurden Jennifer Lopez und Kylie Minogue als große Vorbilder genannt, da sich diese genau wie Ora ihren Platz in der Musikindustrie erkämpfen mussten.

## Diskografie
Studioalben

| Jahr | Titel Musiklabel                         | Höchstplatzierung, Gesamtwochen, AuszeichnungChartplatzierungen (Jahr, Titel, Musiklabel, Platzierungen, Wochen, Auszeichnungen, Anmerkungen) | Höchstplatzierung, Gesamtwochen, AuszeichnungChartplatzierungen (Jahr, Titel, Musiklabel, Platzierungen, Wochen, Auszeichnungen, Anmerkungen) | Höchstplatzierung, Gesamtwochen, AuszeichnungChartplatzierungen (Jahr, Titel, Musiklabel, Platzierungen, Wochen, Auszeichnungen, Anmerkungen) | Höchstplatzierung, Gesamtwochen, AuszeichnungChartplatzierungen (Jahr, Titel, Musiklabel, Platzierungen, Wochen, Auszeichnungen, Anmerkungen) | Höchstplatzierung, Gesamtwochen, AuszeichnungChartplatzierungen (Jahr, Titel, Musiklabel, Platzierungen, Wochen, Auszeichnungen, Anmerkungen) | Anmerkungen                                                 |
| Jahr | Titel Musiklabel                         | DE | AT | CH | UK | US | Anmerkungen                                                 |
| ---- | ---------------------------------------- | --- | --- | --- | --- | --- | ----------------------------------------------------------- |
| 2012 | Ora Columbia Records • Roc Nation (Sony) | DE63 (1 Wo.)DE | AT51 (1 Wo.)AT | CH15 (6 Wo.)CH | UK1 Platin · (30 Wo.)UK | — | Erstveröffentlichung: 27. August 2012 Verkäufe: + 307.500   |
| 2018 | Phoenix Atlantic Records (WMG)           | DE13 (6 Wo.)DE | AT43 (1 Wo.)AT | CH18 (2 Wo.)CH | UK11 Platin · (47 Wo.)UK | US79 (2 Wo.)US | Erstveröffentlichung: 23. November 2018 Verkäufe: + 460.000 |
| 2023 | You & I BMG Rights Management (WMG)      | DE19 (1 Wo.)DE | AT45 (1 Wo.)AT | CH25 (1 Wo.)CH | UK6 (1 Wo.)UK | — | Erstveröffentlichung: 14. Juli 2023                         |

## Filmografie (Auswahl)
- 2004: Spivs (Fernsehfilm)
- 2013: Fast & Furious 6
- 2015: Fifty Shades of Grey
- 2015: Empire (Fernsehserie, Folge 1x10)
- 2015: Southpaw
- 2016: Wonderwell
- 2017: Fifty Shades of Grey – Gefährliche Liebe (Fifty Shades Darker)
- 2018: Fifty Shades of Grey – Befreite Lust (Fifty Shades Freed)
- 2019: Pokémon: Meisterdetektiv Pikachu
- seit 2020: The Masked Singer (Jurorin)
- 2021: Twist
- 2023: Wonderwell – Violets magische Reise (Wonderwell)
- 2024: Descendants: The Rise of Red